# 摩诃因陀罗跋摩
摩訶因陀羅跋摩（？—616年）為柬埔寨早期真臘王國的第二代君主（在位年份600年－616年），是真臘王國建國者拔婆跋摩一世的弟弟，全名刹利·质多斯那（又譯集達塞納，刹利是姓氏）。
质多斯那未成為真臘王國君主前；就已掌握軍權，並曾率兵征討扶南，並將扶南併入版圖。在他掌控下，真臘王國版圖與今柬埔寨相當。死后传位给儿子伊奢那跋摩一世。

## 谱系
- 刹利·萨婆跋摩
- 刹利·毗罗跋摩
- 刹利·质多斯那（摩诃因陀罗跋摩）
- 刹利·伊奢那先（伊奢那跋摩一世）